# فلوريناس
فلوريناس، (بالإنجليزية: Florinas)‏، (سردينيا: Fiolìnas) هي بلدية، في مقاطعة ساساري في منطقة سردينيا الإيطالية، وتقع على بعد حوالي 160 كم (99 ميل) إلى الشمال من كالياري وحوالي 14 كم (9 ميل) جنوب شرق ساساري.

## السكان
في سنة 1861 بلغ عدد السكان 1٬941 نسمة، وتطور العدد ليصل في سنة 2011 لـ 1٬547 نسمة.
يظهر هذا المخطط البياني تطور النمو السكاني لـ فلوريناس